# Yongxing
Yongxing  (en chino, 永兴; pinyin, Yǒngxīng) es un condado  bajo la administración directa de la Prefectura Chenzhou en la Provincia de Hunan, República Popular China.  Su área es de 1979 km² y su población total para 2010 superó los 570 mil habitantes. 

## Administración
Desde febrero de 2024, el  Condado Yongxing  se divide en 16 pueblos que se administran en 2 subdistritos, 10  poblados y 4 villas.

## Toponimia
En el año 1073 durante la dinastía Song, el condado recibió el nombre de Yongxing que significa "prosperidad eterna" y el nombre se ha utilizado hasta el día de hoy.